# Tripteris dentata
Tripteris dentata là một loài thực vật có hoa trong họ Cúc. Loài này được (Burm.f.) Harv. miêu tả khoa học đầu tiên.